# Klaus Merkel (Kameramann)
Klaus Merkel (* 31. Januar 1957) ist ein deutscher Kameramann.
Klaus Merkel ist seit Mitte der 1980er Jahre als Kameramann tätig. Für die Episode Tod eines Bullen der Serie Rosa Roth wurde er 2001 für den Deutschen Kamerapreis nominiert.

## Filmografie (Auswahl)
- 1987: Die Hausmeisterin (Fernsehserie, 6 Folgen)
- 1994: Polizeiruf 110: Gespenster (Fernsehreihe)
- 1994: Affären
- 1996: Tatort: Aida (Fernsehreihe)
- 1996: Tatort: Perfect Mind – Im Labyrinth
- 1998: Vergewaltigt – Eine Frau schlägt zurück
- 1999: Tatort: Das Glockenbachgeheimnis
- 1999–2003: Die Verbrechen des Professor Capellari (Fernsehserie, 11 Folgen)
- 1999: Der Hurenstreik – Eine Liebe auf St. Pauli
- 2000: Rosa Roth (Fernsehserie, Folge Tod eines Bullen)
- 2002: Mann, oh Mann, oh Mann!
- 2002–2003: Sperling (Fernsehreihe)
  - 2002: Sperling und der stumme Schrei
  - 2003: Sperling und der Mann im Abseits
  - 2003: Sperling und die Angst vor dem Schmerz
- 2004: Tatort: Vorstadtballade
- 2005: Der Fürst und das Mädchen (Fernsehserie, 4 Folgen)
- 2008: Das Geheimnis des Königssees
- 2010: Liebe am Fjord – Der Gesang des Windes
- 2010: Liebe am Fjord – Sommersturm
- 2011: Eine halbe Ewigkeit
- 2011: Freilaufende Männer
- 2011: Gottes mächtige Dienerin
- 2012: Halbe Hundert
- 2012: Hochzeiten
- 2013: Liebe am Fjord – Zwei Sommer
- 2014: Kommissar Dupin (Fernsehreihe)
  - Kommissar Dupin: Bretonische Verhältnisse
  - Kommissar Dupin: Bretonische Brandung
- 2015: Besuch für Emma
- 2016: Mutter reicht’s jetzt
- 2016: Die Büffel sind los! (Fernsehfilm)
- 2017: Zwei Bauern und kein Land
- 2017–2018: Marie fängt Feuer (4 Folgen)
- 2018: Praxis mit Meerblick (Fernsehserie)
  - Brüder und Söhne (Folge 2)
  - Der Prozess (Folge 3)
- 2019: Toni, männlich, Hebamme – Allein unter Frauen
- 2023: Klima retten für Anfänger (Fernsehfilm)